# Opferbrief
Der Opferbrief dient der Erfolgskontrolle eines Anti-Aggressivitäts-Trainings (AAT) für Gewaltverbrecher. Er gehört zur Konfrontationsphase der Behandlung. Dabei soll es durch massive Provokation zu einer Kränkung der kränkbaren Anteile des Täters kommen. Die Täter werden mit ihrer Gewaltrechtfertigung so lange konfrontiert, bis sie bereit sind, die Tatfolgen einzugestehen. Der Erfolg dieser Maßnahme wird durch einen sogenannten Opferbrief überprüft. Die Teilnehmer sollen sich dabei in die Situation des Opfers hineinversetzen und das Tatgeschehen und die Tatfolgen aus der Opferperspektive schildern.
Ein Rating-Verfahren soll die objektive Bewertung von Opferbriefen nach sieben Kriterien anhand einer sechsstufigen Skala sicherstellen:
- Tateingeständnis
- Verantwortungsübernahme
- Kognitive Verzerrung
- Erkennen der Entwicklung der Tat
- Erkennen von Risikosituationen
- Opfer-Empathie
- Erkennen der Tatfolgen für das Opfer

Im Jugendjargon heißt dieser curriculare Punkt Tränendrüse, weil die Täter in dieser Trainingsphase häufiger weinen. Sie weinen, weil sie sich sehr intensiv Gedanken über das Opfer machen. Intensive Gedanken  fördern die Betroffenheit über das Elend, das diese jungen Menschen angerichtet haben.
Durch die fiktiven Opferbriefe wird eine Beurteilung der Empathiefähigkeit des Teilnehmers ermöglicht.  Die auf diese Weise erzwungene Opferperspektive soll dem Abbau von Verleugnung und Bagatellisierung dienen.